# Диспергент
Дисперге́нт или дисперсио́нный аге́нт или пластификатор является либо не поверхностно-активным полимером, либо поверхностно-активным веществом (ПАВ), добавляемым к суспензиям, обычно к коллоидам, для улучшения отделения взвешенных частиц и предотвращения их осаждения или агрегирования. Диспергенты состоят обычно из одного и более ПАВ, но могут быть также газообразными веществами.

## Применение

### Автотранспорт
Дисперсионные агенты добавляются к смазочным маслам, применяемым в автомобильных двигателях для предотвращения накопления смолообразных отложений на стенках цилиндра и для предотвращения наращивания липких остатков.

### Разливы нефти

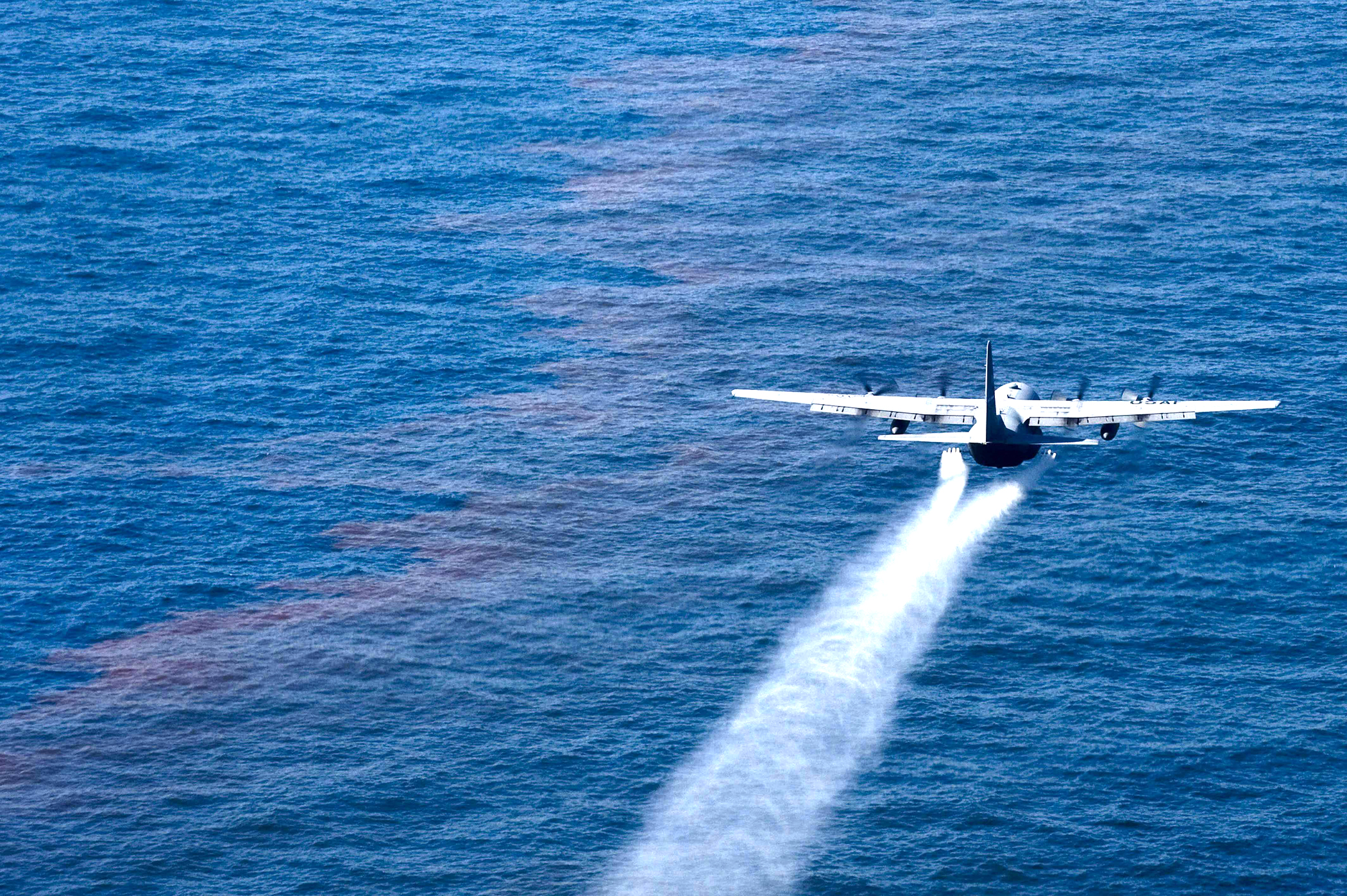
Самолет C-130 Резерва воздушных сил США 5 мая 2010 года распыляет диспергенты над нефтяными пятнами в Мексиканском заливе

Диспергенты применяются для осаждения нефтяных пятен (плёнок) на поверхности воды. Являясь ПАВ, они разбивают сплошную плёнку на множество мелких капелек, которые могут опускаться в толщу воды. Кроме того, по заявлениям производителей диспергентов, они ускоряют переработку нефти микроорганизмами за счёт образования вышеупомянутых капелек. Некоторые диспергенты могут распыляться как с самолёта, так и с кораблей над зоной, в которой произошел разлив нефти.